# Брексит (фильм)
«Брексит» (англ. Brexit: The Uncivil War) — художественный фильм 2019 года режиссёра Тоби Хейнса, в котором рассказывается о подготовке к референдуму 2016 года через деятельность стратегов, стоявших за кампанией «Голосуй за Выход», которая побудила Великобританию выйти из Европейского союза, что стало известно как «Брексит» (Brexit). 
Бенедикт Камбербэтч исполнил роль Доминика Каммингса, главу кампании сторонников Brexit «Голосуй за Выход».
Фильм был впервые показан 7 января на канале Channel 4 в Великобритании и 19 января на канале HBO в США.
В 2019 году на 71-й церемонии вручения премии «Эмми» фильм был номинирован в категории «Лучший телефильм», но проиграл «Чёрному зеркалу: Брандашмыг».

## Сюжет
В 2020 году на (вымышленном) общественном расследовании расстроенный Доминик Каммингс пытается объяснить, что они не понимают, как технологии меняют политику, а значит и общество, в Соединенном Королевстве.
В 2015 году Каммингс отклоняет предложение члена парламента от UKIP Дугласа Карсвелла и политического стратега Мэтью Эллиотта возглавить кампанию «Голосуй за Выход» из-за своего презрения к «политике Вестминистера», но соглашается, когда Карсвелл обещает Каммингсу полный контроль. Каммингс решает использовать социальные сети и интернет в качестве маркетинга вместо традиционной кампании плакатов и телефонных звонков/листовок, распространяемых местными членами парламента. Каммингс отклоняет предложение Найджела Фараджа и Аррона Бэнкса из Leave.EU объединить их кампании, так как его данные показывают, что Фарадж является препятствием для получения общего большинства. Подход Каммингса, основанный на базе данных, вызывает трения с членами парламента и донорами Vote Leave, такими как Джон Миллс. Миллс, возглавляющий кампанию «Голосуй за Выход», пытается уволить Каммингса, чтобы тот объединился с Leave.EU, но в итоге сам оказывается уволенным.
Каммингс и его коллега по партии «Остаемся» Крейг Оливер изложили свои стратегии и мнение друг о друге. Оба называют ключевым фактором ту треть британских избирателей, которые еще не определились с выбором. Оливер называет «Рабочие места и экономику» своим ключевым посланием, в то время как Каммингс считает, что «Потеря контроля» и возможное вступление Турции в ЕС — это более распространенный страх. Каммингс ссылается на философию «Искусство войны» Сунь-Цзы, чтобы сосредоточиться на собственном послании, которое он определяет как «Вернуть контроль», таким образом, позиционируя Vote Leave как исторический статус-кво, а Remain — как вариант «перемен». Каммингс знакомится и нанимает канадца Зака Массингема, соучредителя AggregateIQ, который предлагает создать базу данных с использованием инструментов социальных сетей об избирателях, не включенных в избирательный список Великобритании, но склонных проголосовать за выход. Тем временем Аррон Бэнкс встречается с Робертом Мерсером, который обсуждает потенциал баз данных социальных сетей.

## В ролях
- Бенедикт Камбербэтч — Доминик Каммингс, главный политический стратег «Голосуй за Выход»
- Рори Киннир — Крейг Оливер, главный политический стратег партии «Британия сильнее в Европе»
- Ли Бордман — Аррон Бэнкс, бизнесмен и соучредитель Leave.EU
- Ричард Гулдинг — Борис Джонсон, члена парламента от консерваторов и бывший мэр Лондона (позже премьер-министр), который проводил кампанию «За выход».
- Джон Хеффернан — Мэтью Эллиотт, политический стратег «Голосуй за Выход»
- Оливер Малтман — Майкл Гоув, член парламента от консерваторов, агитировавший за компанию «Голосуй за Выход»
- Саймон Пейсли Дэй — Дуглас Карсвелл, член парламента от UKIP, который агитировал за компанию «Голосуй за Выход»
- Люси Рассел — Элизабет Денхам, комиссар по вопросам информации
- Аден Гиллетт — Роберт Мерсер, американского бизнесмена и спонсор Leave.EU

## Производство
Джеймс Грэм, сценарист фильма, написал первый вариант сценария, в котором основное внимание уделялось Дэвиду Кэмерону, премьер-министру Великобритании во время проведения голосования. Однако затем он изменил Кэмерона на Доминика Каммингса, руководителя кампании сторонников Brexit — «Голосуй за Выход». В интервью Channel 4 News Грэм рассказал, что фильм был основан на книгах All Out War: The Full Story of How Brexit Sank Britain’s Political Class политического редактора Sunday Times Тима Шипмана и Unleashing Demons: The Inside Story of Brexit" директора по коммуникациям на Даунинг-стрит Крейга Оливера, а также на интервью со стратегами кампании, в частности с Каммингсом. Оливер выступил в качестве консультанта фильма. Для того чтобы лучше сыграть главного героя Доминика Каммингса, Бенедикт Камбербэтч навестил его в доме его семьи.
Фильм был заказан в мае 2018 года каналом Channel 4, и Бенедикт Камбербэтч сыграл роль Доминика Каммингса. Съёмки начались в июне, когда был определен актёрский состав второго плана, включая Рори Киннира и Джона Хеффернана.

## Восприятие
После показа фильма 7 января 2019 года в Великобритании на канале Channel 4 отзывы критиков были в целом положительными. На сайте Rotten Tomatoes фильм имеет рейтинг 80 %, основанный на 54 отзывах, со средним рейтингом 7,32 / 10. Критический консенсус веб-сайта гласит: «С язвительным остроумием и завораживающе эксцентричным исполнением Бенедикта Камбербэтча „Брексит“ энергично и с непоколебимым самообладанием передает недавнюю историю». Metacritic сообщает о средневзвешенной оценке 73 из 100 на основе 12 отзывов, что указывает на «в целом положительные отзывы».
Аса Беннет из The Daily Telegraph дал фильму пять из пяти звезд, назвав его «захватывающим романом о референдуме» и высоко оценив игру Камбербэтча в роли Каммингса, сравнив её с его ролью Шерлока Холмса в телесериале «Шерлок». Уилл Гомпертц из BBC дал фильму четыре звезды из пяти, назвав его «очень смотрибельным телефильмом, имеющим чёткую структуру и хорошо проработанный сюжет» и назвав игру Камбербэтча «убедительной».
4 января 2019 года Мэтью Эллиотт, которого в фильме играет Джон Хеффернан, написал статью о фильме в Financial Times, в которой резюмировал: «Что бы ни случилось, кампания 2016 года ознаменовала важный момент, и фильм хорошо передает его». Жена Каммингса, Мэри Уэйкфилд, написала в The Spectator, что Камбербэтч изобразил её мужа, даже сумел обмануть их собственного сына. The Guardian процитировала Питера Мандельсона (вкратце изображенного во время телефонной конференции), который сказал: «Фильм необыкновенный», и «Он нажимает на все кнопки и запечатлевает Британию того времени».